# Sagina
- Commons
- Wikispecies

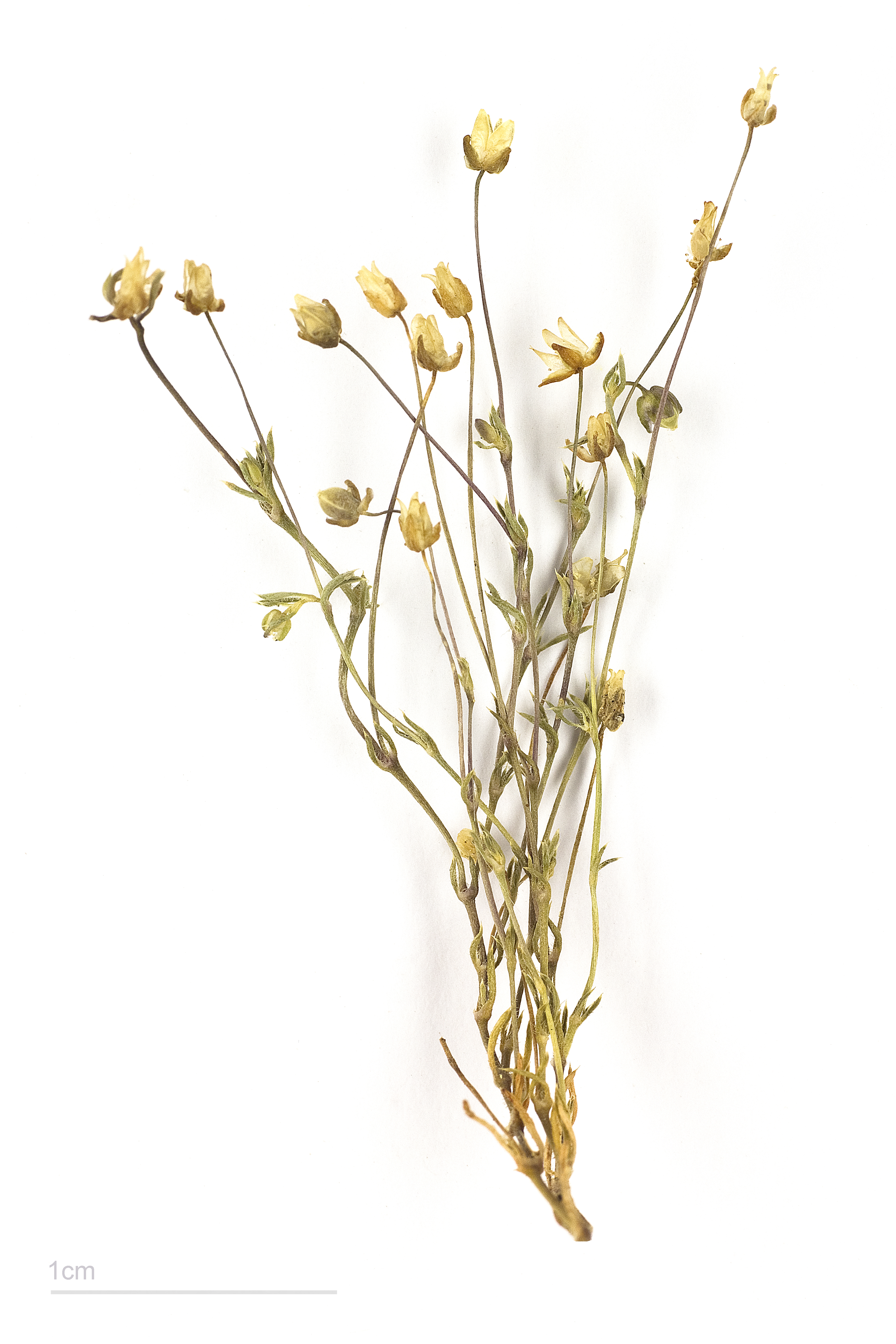
Sagina apetala - MHNT

Sagina L. é um género botânico pertencente à família Caryophyllaceae.

## Espécies
| - Sagina abyssinica - Sagina afroalpina - Sagina apetala - Sagina boydii - Sagina brachysepala - Sagina caespitosa - Sagina decumbens - Sagina glabra - Sagina japonica - Sagina maritima | - Sagina maxima - Sagina melitensis - Sagina muscosa - Sagina nivalis - Sagina nodosa - Sagina pilifera - Sagina procumbens - Sagina sabuletorum - Sagina saginoides - Sagina subulata |

- Lista completa

## Classificação do gênero
| Sistema | Classificação                       | Referência               |
| ------- | ----------------------------------- | ------------------------ |
| Linné   | Classe Tetrandria, ordem Tetragynia | Species plantarum (1753) |